# Jorge Víctor Crisci
Jorge Víctor Crisci (n. Ensenada, 1945) es un botánico argentino.

## Biografía
En 1967, obtuvo su licenciatura en botánica por la Facultad de Ciencias Naturales de la Universidad Nacional de La Plata y el doctorado en Ciencias Naturales, orientación botánica, por la misma universidad en 1968.
Es profesor de la Facultad de Ciencias Naturales de la Universidad Nacional de La Plata e investigador del CONICET. Se ha especializado en la taxonomía de la familia de las asteráceas.

## Obra
Ha realizado más de 145 publicaciones científicas

### Libros
- j.v. Crisci. 1971. Flora argentina: "Araceae". Nº 64 de Revista del Museo de La Plata: Botánica. Ed. Universidad Nacional de La Plata, Facultad de Ciencias Naturales y Museo. 288 pp.

- ------------. 1976. Revision del género Leucheria ("Compositae: Mutisieae"). 126 pp.

- ------------, Martic. Marticorena. 1978. Transfer of the Brazilian Trixis Eryngioides to Perezia (Compositae, Mutisieae). Arnold Arboretum. J. 59 (4): 1-9

- ------------, M.F. López Armengol. 1983. Introducción a la Teoría y Práctica de la Taxonomía Numérica. Monografía 26, Serie de Biología, Programa de Monografías Científicas, OEA, Washington D.C. 128 pp. ISBN 0-8270-1717-0

- ------------, J.D. McInerney & P.J. McWethy. 1993. Order and diversity in the living world: Teaching taxonomy and systematics in schools. Comisión de Educación Biológica de la International Union of Biological Sciences, en cooperación con UNESCO. The Sheridan Press, Hanover, Pennsylvania, EE. UU. I-VII + 1-89 pp. ISBN 0-941212-11-4

- ------------, L. Katinas y P. Posadas. 2000. Introducción a la Teoría y Práctica de la Biogeografía Histórica. Sociedad Argentina de Botánica, Buenos Aires. 169 pp. ISBN 987-97012-4-0

- ------------, G. Delucchi, E.C. Lopretto, P. Posadas, E.R. de la Sota y J. Williams. (En prensa). Biodiversidad. Guía de conocimientos básicos. Fundación Biosfera

- ------------, Liliana Katinas, Paula Posadas. 2003. Historical biogeography: an introduction. Ed. Harvard University Press. 250 pp. ISBN 0674010590 en línea

- ------------. 2006. One-Dimensional Systematist: Perils in a Time of Steady Progress. Syst. Bot. 31: 217-221

- ------------. 2006. Espejos de nuestra época: biodiversidad, sistemática y educación. SIGNS OF THE TIMES: BIODIVERSITY, SYSTEMATICS AND EDUCATION. Gayana Bot. 63 (1): 106-114

## Honores
Es editor asociado de las revistas científicas especializadas Cladistics, Plant Systematics and Evolution y Taxon. Ha sido presidente de la Sociedad Argentina de Botánica

### Reconocimientos
- Premio Bernardo Houssay 2009
- En 1993 recibe el "Diploma al Mérito", de la Fundación Konex
- Premio Regional otorgada por la Subsecretaría de Cultura, 1973-1976
- Premio Lorenzo R. Parodi, bienio 1979-1980[1]
- Honorary Curator, Missouri Botanical Garden, 1988
- Premio Cristóbal M. Hicken, 1990
- Premio otorgado por el Rotary Club de Ensenada, 1991
- Mención "Preservación del Planeta Tierra", 1991
- Beca Guggenheim, 1972

### Epónimos
Género
- de compuestas Criscia Katinas 1994[2]